# Mazzano Romano
Mazzano Romano è un comune italiano di 2 909 abitanti della città metropolitana di Roma Capitale nel Lazio.

## Geografia fisica

### Territorio
Il territorio comunale è attraversato dal fiume Treja. Il paesaggio è caratterizzato da boschi di pioppi, olmi e salici e dal fiume Treja, le cui acque solcano le tagliate tufacee generando cataratte e cascate, la più nota è la cascata di Monte Gelato. Poi c'è una ricca fauna: nutrie, gamberi, granchi di fiume, svariati volatili e svariati insetti.

### Clima
- Classificazione climatica: zona D, 1649 GR/G

## Storia

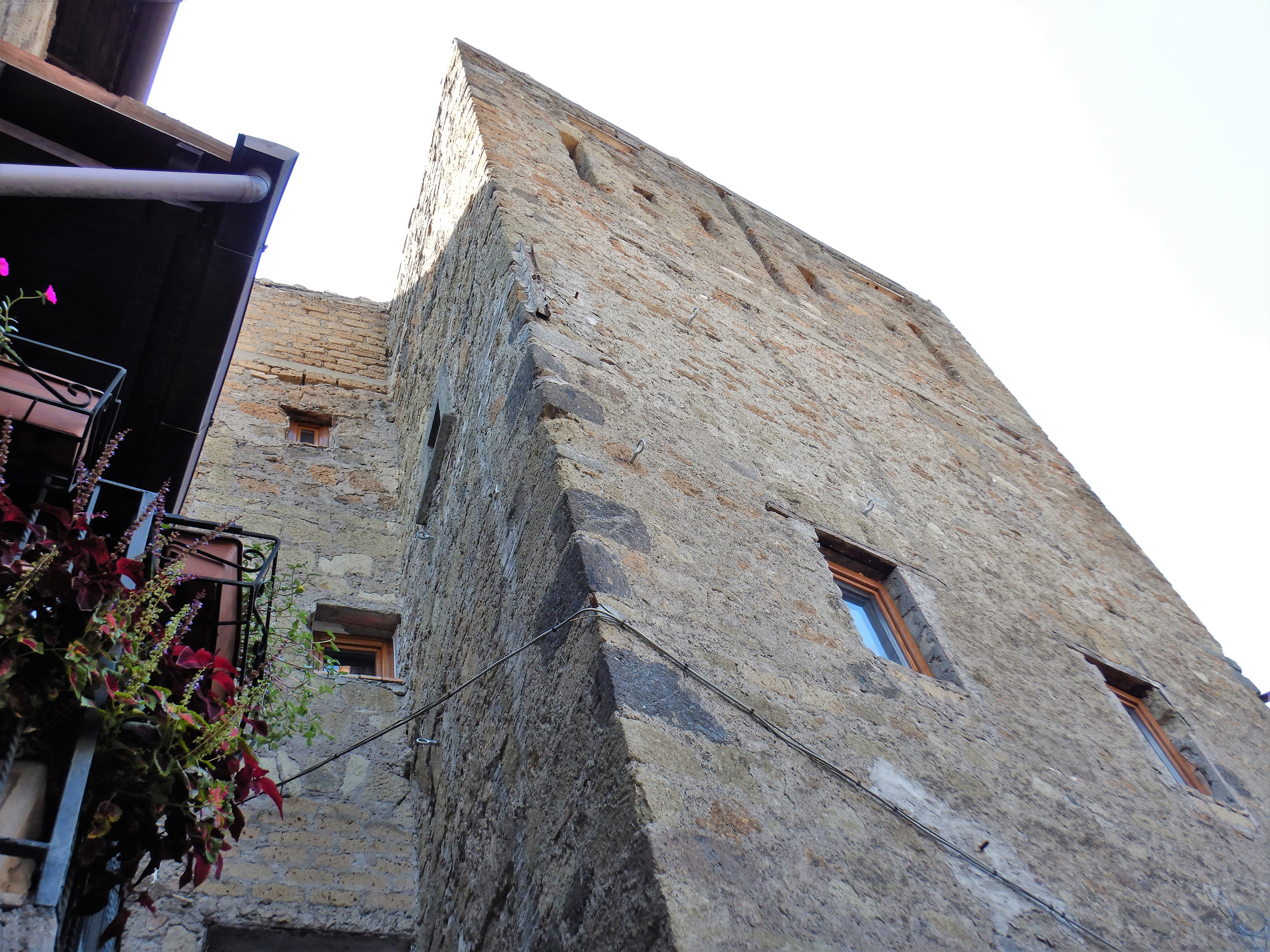
Torre nell'area del Montarello, borgo antico di Mazzano Romano

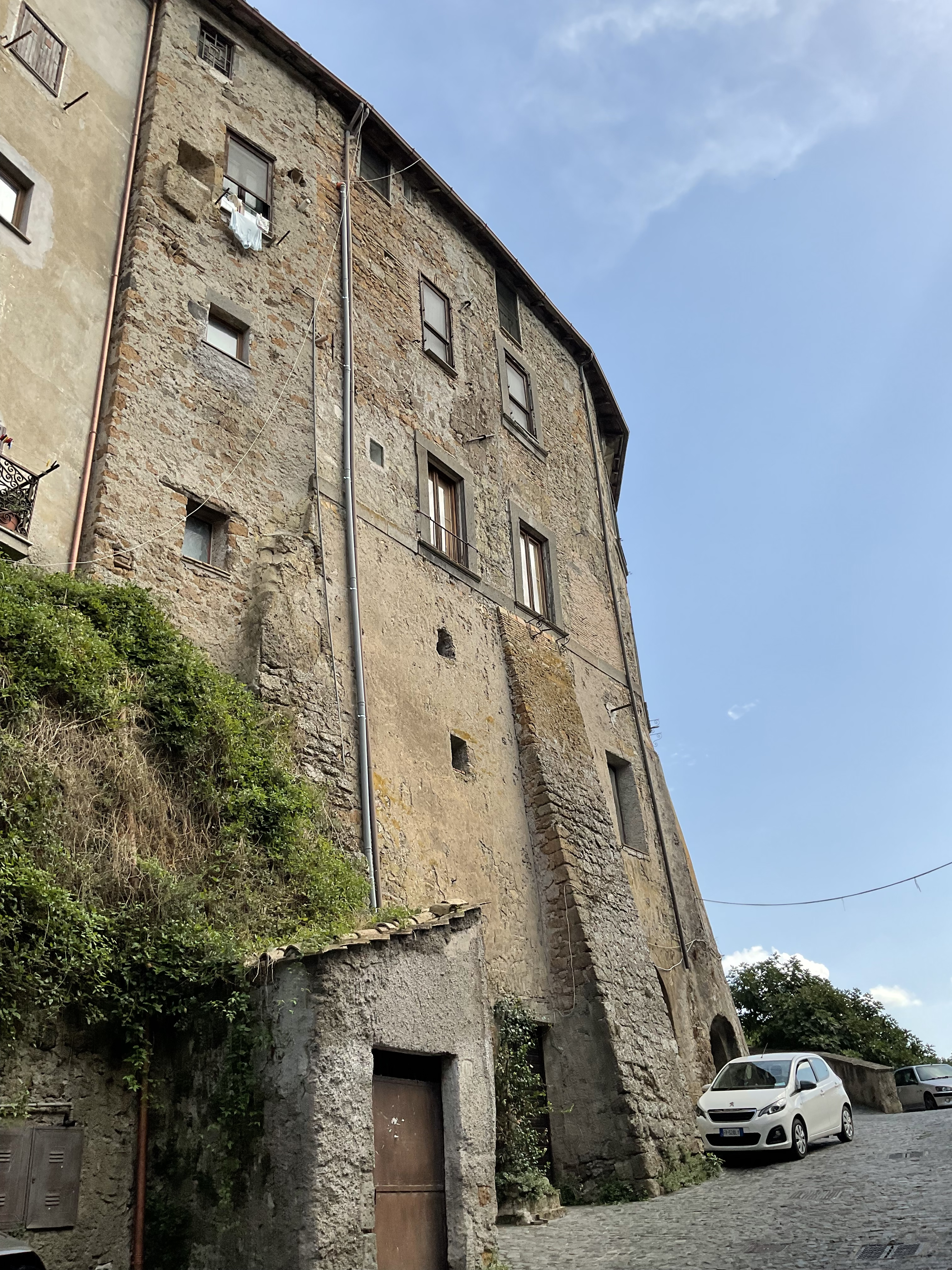
Palazzo degli Anguillara

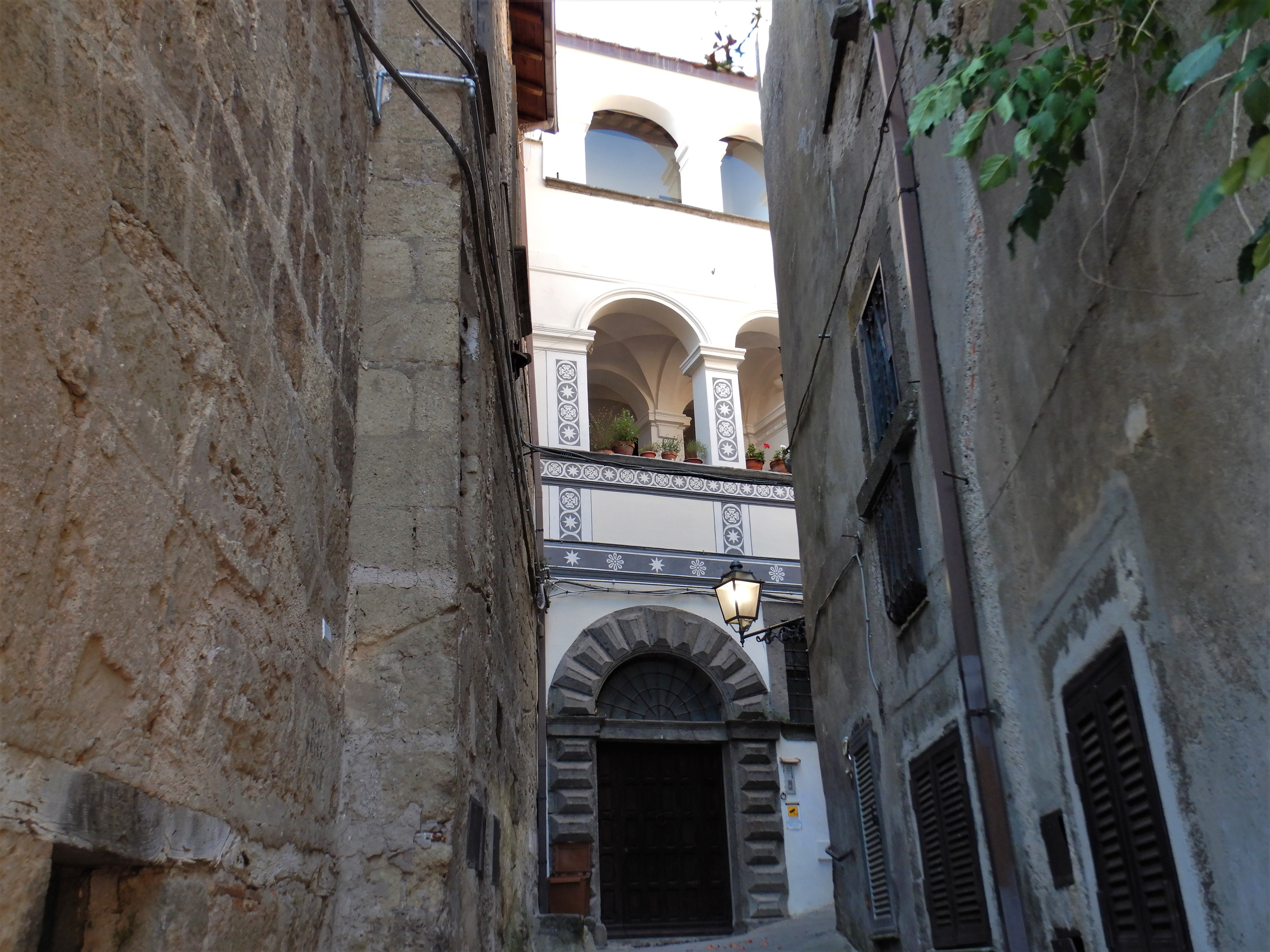
Palazzo degli Anguillara

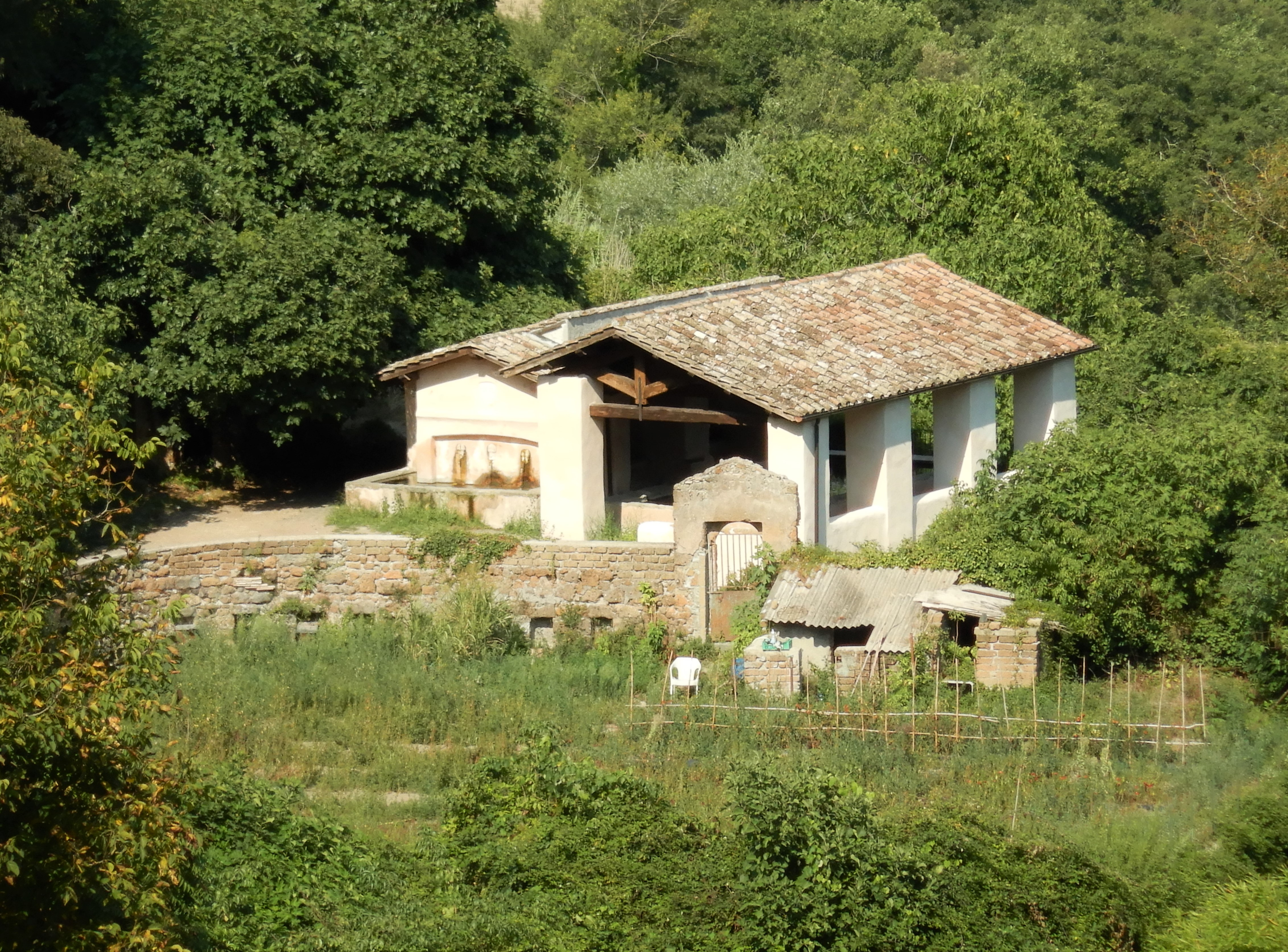
Lavatoio di Mazzano Romano

L’origine del nome di Mazzano potrebbe risalire al periodo romano e alla gens Matia, cui appartiene un importante cuoco e agronomo ricordato da Apicio. Allo stato attuale, tuttavia, una fase romana di Mazzano non è riconoscibile e sarebbe documentata solo da segnalazioni non verificabili. Lo sviluppo di Mazzano si ebbe a partire dall’alto Medioevo. Tra i fondi della domusculta Capracorum, fondata tra il 774 e il 776, è un fundus Mazanus. Un’altra attestazione forse dello stesso fondo proviene da una lapide frammentaria, prima inglobata nel pavimento della basilica di Santa Maria Maggiore a Roma, ora a Palazzo Rinuccini a Firenze: databile intorno al 904, indica come proprietario il generale Teofilatto.

Un saggio archeologico realizzato dal Potter in Piazza dell’Antisà ha restituito dei frammenti di ceramica invetriata databili tra IX e X secolo d.C.; allo stesso periodo potrebbero appartenere alcune cavità ipogee con pilastro centrale, segnalate nel paese.

Nel pieno X secolo le fonti archivistiche c'informano di un passaggio di proprietà tra Alberico II e il Monastero dei Santi Andrea e Gregorio ad Clivium Scauri, presso il Celio: la cessione riguarda il “castello intero che si chiama Mazzano con le case e i suoi edifici e anche con i fondi e i casali ovvero con i loro termini e con ogni pertinenza, insieme con i servi di entrambi i sessi”. Il territorio doveva essere intensivamente coltivato e popolato, quindi Mazzano a quel tempo era già un sito fortificato.

Di tali fortificazioni nulla oggi è riconoscibile, se non forse una sorta di torrione a valle della Chiesa di San Nicola, oggi chiamato Palommara. Resti di una torre sono visibili nella parte centrale e più elevata del paese, chiamata il Montarello.

Nel 1299 un documento di Papa Bonifacio VIII cita il Castrum Mazzani et Sancti Nicolai et Sancti Benedicti: questa è la prima menzione del culto di San Nicola di Bari a Mazzano. Almeno dal 1327, la chiesa di San Nicola fu luogo di riunione dell’assemblea dei capifamiglia di Mazzano.

Con un atto notarile del 1426, il monastero dei Santi Andrea e Gregorio locò Mazzano a Everso Anguillara. L’importante famiglia laziale, che fu anche proprietaria di Calcata e di Faleria, dimostrò il chiaro intento di accrescere il proprio potere in questo territorio: i conti Domenico e Orso Anguillara, nella prima metà del XV secolo, usurparono la proprietà.

L’abate Gregorio VI fece istanza al Pontefice Paolo II e la causa durò fino al 1475, quando Mazzano tornò al Monastero. Comunque, nel 22 febbraio 1526 l’abate Hieronimus de Comitibus finì per vendere il Castrum Mazani a Giovanni Battista Anguillara da Stabia, per la somma di 12000 ducati d’oro.

I secoli XV e XVI sono quelli più importanti e riconoscibili del paese antico, che nel 1536-1542 si dota di uno Statuto.

Il Palazzo degli Anguillara (detto anche Palazzo Tocchi) è visibile a nord della piazza dell’Antisà con la sua struttura imponente, oggetto di diverse manomissioni successive. Del 1465 la costruzione della chiesetta di San Sebastiano, nell’esterna piazza Umberto I, le cui pitture si datano intorno al 1510.

I ruderi della chiesa di San Nicola, oggi visibili nella piazza dell’Antisà, appartengono alla fase edilizia realizzata nel 1562-1563 su disegni del Vignola, che in quegli anni era impegnato a Caprarola. La chiesa, pericolosa per problemi statici, nel 1940 fu fatta crollare dal Genio Militare.

Completa la piazza il Palazzo De Rosa, forse del XIII secolo. Sopra le finestre di una casa in via Roma, è un’epigrafe con la data 1573 e col nome di tale Cristoforo De Cioro (riconosciuto dal Tomassetti come Cristoforo Cenci).

A nord del paese si trova il vecchio lavatoio, nei cui pressi era forse collocato l’Ospitale. Dal Cinquecento a est del paese era attivo il mulino, oggi purtroppo ridotto allo stato di rudere, solo in parte visitabile.

Nel 1599 Flaminio Anguillara vendette Mazzano al Cardinale Lelio Biscia. Nel 1658 il feudo passò per eredità alla nobile famiglia dei Del Drago, che restò proprietaria fino alla riforma fondiaria dell’Ente Maremma negli anni Cinquanta.

Il Palazzo del Drago oggi domina l’unico ingresso del paese antico, costituito dalla porta voltata. Subito all’interno della porta si può vedere il palazzetto che fu la vecchia sede del Comune, edificato intorno al 1746.

Nel XV e nel XVI secolo il paese era ormai costituito dal Rione Castello e dal nuovo settore urbanistico del Borgo di Fora, sviluppato intorno alla chiesetta di San Sebastiano e di Cavolozoppo.

Mazzano conserva ancora l’impianto urbanistico medievale, con vicoli che seguono la forma della rupe. Passeggiando nel borgo, non è difficile scorgere elementi interessanti che ornano le facciate dei palazzi: una finestra bifora (in via del Salvatore), resti architettonici, cornicioni con stemmi, semplici epigrafi che, nella maggior parte dei casi, indicano iniziali e date di costruzione o di rifacimento.

## Monumenti e luoghi d'interesse

### Architetture religiose

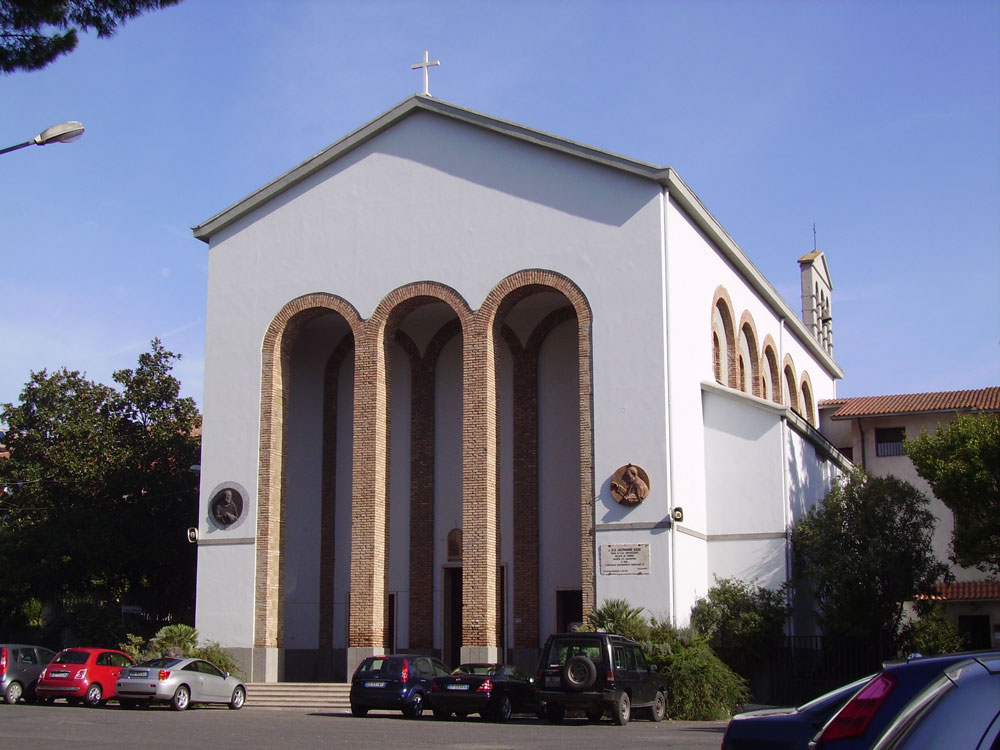
Chiesa di San Nicola a Mazzano Romano

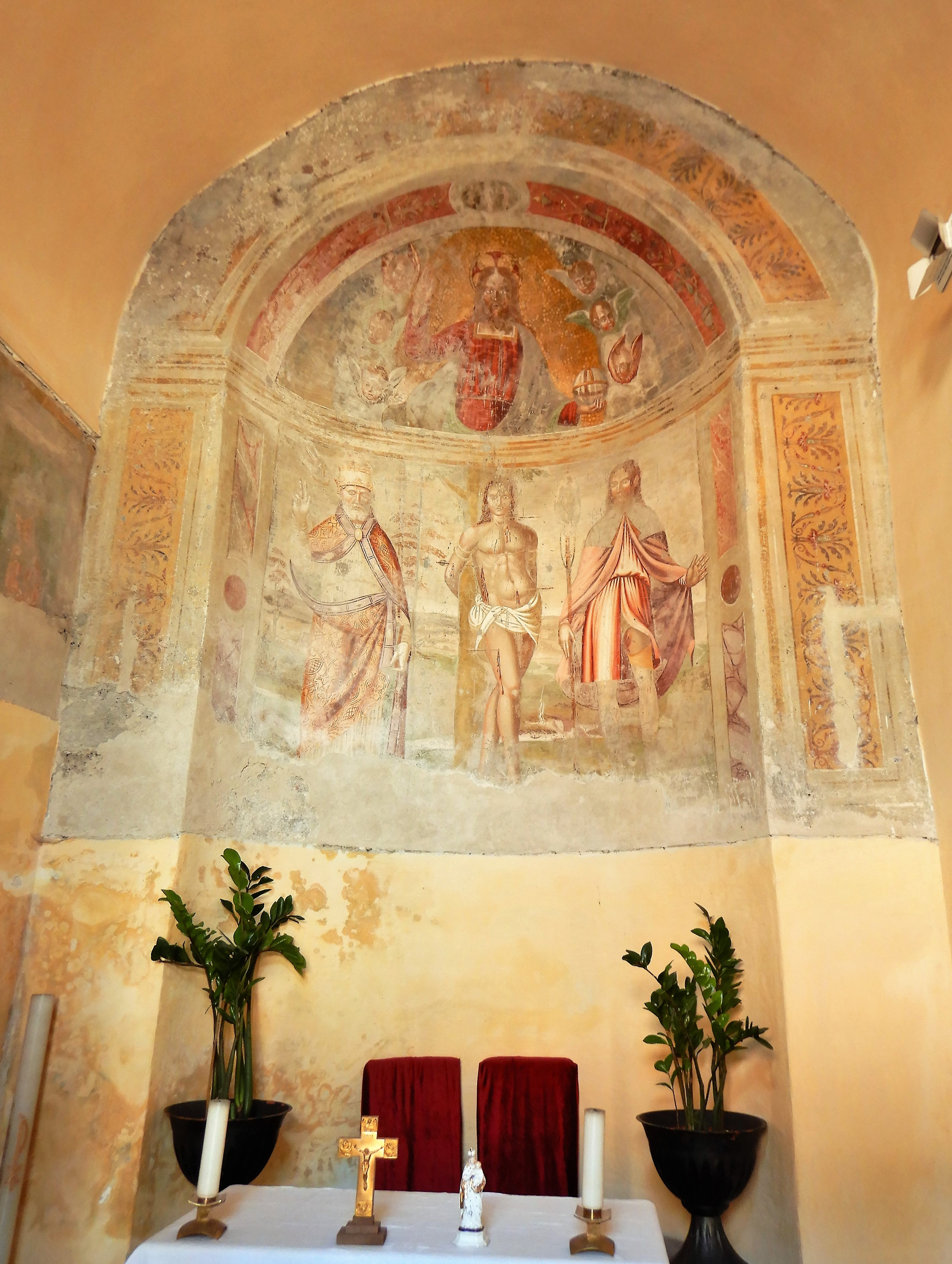
Chiesa di S. Sebastiano a Mazzano Romano

- Nel borgo fuori del castello, in piazza Umberto I, si affaccia la piccola chiesa di San Sebastiano con affreschi del XVI secolo. Quello sull'abside raffigura il martirio di San Sebastiano tra San Rocco e San Gregorio papa, quello sulla parete sinistra raffigura la Madonna con il Bambino e Sant'Anna.

### Architetture civili
- Il borgo medievale di Mazzano Romano fu costruito su una ripida altura, che emerge dalla Valle del Treja. Uno stretto ripiano congiunge l'altura con le pareti della vallata, che si eleva e nasconde l'insediamento. Si accede al castello da un arco d'ingresso a volta, inglobato nel palazzo baronale dei Biscia. All'interno, una via ad anello percorre il castello, attraverso un'irregolare massa di case tagliate da strade strette e tortuose, sulle quali s'impone l'antico palazzo baronale di Everso e Dolce degli Anguillara (secolo XV). A piazza dell'Antisà si possono riconoscere i resti dell'antica chiesa di San Nicola del XVI secolo, costruita su disegno di Jacopo Barozzi da Vignola, demolita nel 1940 perché pericolante.

### Siti archeologici
- L'area di Montegelato è uno dei luoghi storici più significativi della Valle del Treja. Il complesso è costituito da una torre, da una mola e dalle cascate formate dal fiume Treja, da una villa romana ora ricoperta, e dal Castellaccio, poche centinaia di metri a sud-est delle cascate.
- Narce, nella valle del Treja, insediamento falisco.
- Il sito medievale di Santa Maria o Castel Vecchio, con i resti di una torre, di una chiesa e annesso convento, nella valle del Treja, di fronte a Calcata.
- Sito medievale di Pizzo Primara.

### Musei
- A Mazzano Romano é presente il Museo Archeologico Virtuale di Narce, MAVNA, dedicato all'antica città di Narce, all'archeologia dei Falisci e al territorio della Valle del Treja. Il MAVNA ha sede nel Centro Culturale "Salvo D'Acquisto" a Mazzano Romano ed è stato fondato nel settembre 2012

### Altro

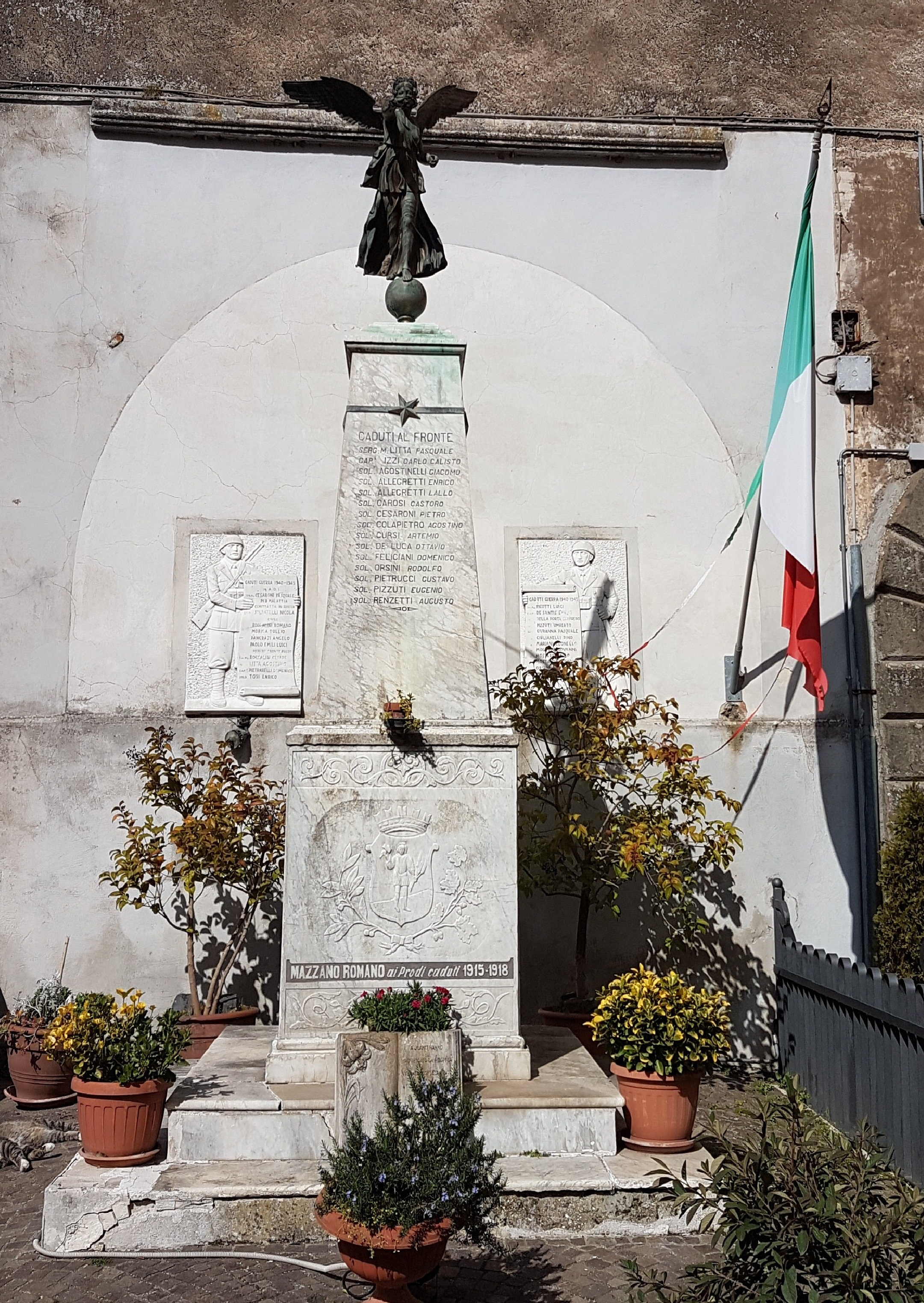
Monumento ai caduti

- Monumento ai caduti della prima guerra mondiale, a cui furono aggiunte in seguito lapidi in memoria delle vittime della seconda.

### Visita
Il paese antico di Mazzano è raggiungibile in auto e visitabile a piedi. È collegato con i sentieri del Parco regionale Valle del Treja 001, 002, 006, 007 e 012.

### Aree naturali
- Parco suburbano Valle del Treja.
- Parco regionale di Veio

## Società

### Evoluzione demografica
Abitanti censiti

## Cultura

### Cinema
Alcune scene dei film Francesco, giullare di Dio (1950), Lo chiamavano Trinità... (1970), Per grazia ricevuta (1971), Fiorina la vacca (1972), Superfantozzi (1986), Don Bosco (1988) e molti altri furono girate presso le cascate di monte Gelato, in territorio comunale. Nel centro storico, invece, è stata girata buona parte del film Destinazione Piovarolo (1956), con Totò che interpreta un capostazione. Non essendo Mazzano Romano servito dalle ferrovie, le scene ambientate in stazione sono state girate nella Stazione di Salone, alle porte di Roma.

## Infrastrutture e trasporti

### Strade
- SP 16/b, che collega Mazzano Romano a Settevene.
- SP 17/b, che collega Mazzano Romano a Calcata.

## Amministrazione
Dal 1816 al 1870 fece parte della Comarca di Roma, una suddivisione amministrativa dello Stato Pontificio.
Nel 1872 Mazzano cambia denominazione in Mazzano Romano.
| Periodo        | Periodo        | Primo cittadino   | Partito                                      | Carica  | Note        |
| -------------- | -------------- | ----------------- | -------------------------------------------- | ------- | ----------- |
| 23 aprile 1995 | 12 giugno 1999 | Aldo Dati         | Lista civica                                 | Sindaco | [ 6 ]       |
| 13 giugno 1999 | 6 giugno 2009  | Luciano Litta     | Lista civica                                 | Sindaco | [ 7 ] [ 8 ] |
| 7 giugno 2009  | 2012           | Remo Marcatili    | Lista civica Nuovo impegno Nuove prospettive | Sindaco | [ 9 ]       |
| 6 maggio 2012  | 11 giugno 2017 | Angelo Mancinelli | Lista civica Noi tutti                       | Sindaco | [ 1 ]       |

### Altre informazioni amministrative
- Dal 2013 ha aderito alla Conferenza dei sindaci dell'area Tiberina/Flaminia/Cassia.
- Dal 2015 fa parte del Consorzio intercomunale dei servizi e interventi sociali Valle del Tevere[10] insieme ad altri 16 comuni ricandenti nel distretto socio-sanitario 4 della ASL Roma 4.